# Makarij von Moskau
Makarij von Moskau (russisch Макарий; * um 1482 in Moskau; † 31. Dezember 1563 ebenda) war von 1526 bis 1542 Erzbischof von Weliki Nowgorod und ab 1542 bis zu seinem Tod Patriarch von Moskau und der ganzen Rus. 1988 wurde er zum Heiligen der russisch-orthodoxen Kirche kanonisiert.

## Leben
Makarij wurde in eine frommen Moskauer Familie hineingeboren. Er wurde zunächst auf den Namen Michael (nach dem Erzengel Michael) getauft. Sein Vater verstarb offenbar kurz nach seiner Geburt, woraufhin seine Mutter kurz darauf ihr klösterliches Keuschheitsgelübde ablegte. Er trat später in das Borowsker Pafnuti-Kloster ein und nahm den Ordensnamen Makarij (nach Makarios dem Ägypter) an. Obwohl Joseph von Wolokolamsk das Kloster bereits verlassen hatte, beeinflussten ihn dessen Gedanken so sehr, dass er später dessen Werk als „Leuchte der Orthodoxie“ bezeichnete. 1523 wurde er zum Abt des Moschaisker Luschezki-Klosters. 1526 wurde er Erzbischof der Eparchie Weliki Nowgorod. Am 19. März 1542 wurde er zum Patriarchen von Moskau und der ganzen Rus. Er besaß großen Einfluss auf den jungen Großfürsten Iwan. Am 3. Dezember 1563 teilte Patriarch Makarij dem Souverän Iwan mit, dass er aufgrund seiner körperlichen Schwäche beabsichtige, sich in das Borowsker Pafnuti-Kloster zurückzuziehen, um dort seinen Lebensabend zu verbringen. Der Souverän bat ihn, die Metropole nicht zu verlassen. Widerwillig stimmte er zu, aber am letzten Tag des Jahres 1563 verstarb Makarij. Am 1. Januar 1564 wurde er in der Mariä-Entschlafens-Kathedrale (Moskau) beigesetzt.
| Personendaten    | Personendaten                                                                         |
| ---------------- | ------------------------------------------------------------------------------------- |
| NAME             | Makarij von Moskau                                                                    |
| ALTERNATIVNAMEN  | Мака́рий (russisch)                                                                    |
| KURZBESCHREIBUNG | Patriarchat von Moskau und der ganzen Rus und Heiliger der russisch-orthodoxen Kirche |
| GEBURTSDATUM     | um 1482                                                                               |
| GEBURTSORT       | Moskau                                                                                |
| STERBEDATUM      | 31. Dezember 1563                                                                     |
| STERBEORT        | Moskau                                                                                |